# Loup (héraldique)
Pour les articles homonymes, voir Loup (homonymie).

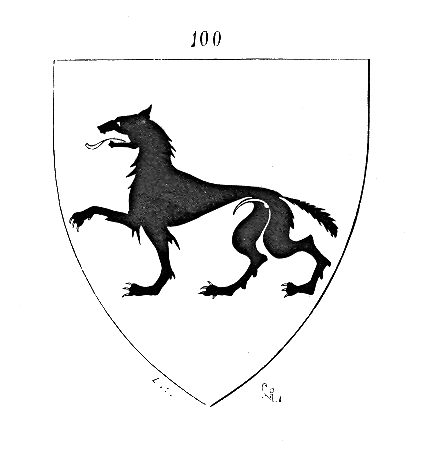
D'argent au loup de sable, lampassé armé et vilené d'argent.

Le loup est largement utilisé sous de nombreuses formes en héraldique au Moyen Âge. Bien que communément vilipendé comme prédateur de bétail et mangeur d'hommes, le loup est également considéré comme un animal noble et courageux, et apparaissait fréquemment sur les armoiries et les cimiers de nombreuses familles nobles.

## Représentation
Les premières représentations de loups dans l'héraldique ont tendance à être quelque peu ambiguës en apparence et peuvent être confondues avec d'autres animaux héraldiques telles que les lynx et les renards.
La position par défaut du loup est d'être passant, c'est-à-dire allongé en appui sur trois pattes, la droite avant levée. Lorsqu'il est représenté levé, dans l'attitude ordinaire du lion, c'est-à-dire rampant, il est dit ravissant,. Ce terme peut aussi désigner lorsque le loup portent leur proie sur le dos,. Il a toujours la queue pendante, ce qui le distingue du renard, l'ayant levée perpendiculairement.
Lorsque ses griffes et/ou sa langue sont d'une couleur autre que celle du corps, le loup est dit armé et/ou lampassé de cette couleur,.

## Particularismes
Les têtes de loups, sans que le reste du corps soit représenté, sont particulièrement fréquentes dans l'héraldique écossaise.
Le loup ou sa tête est souvent utilisé pour les armes parlantes sur des noms tels que Videlou, de Lou (tous deux enregistrés dans le Great Roll anonyme de 1308-14), Lupus (sous le règne d'Édouard III), Wolferston (dans le Henry VI Roll, vers 1422-1461), Wolseley, Lovett, Low, Lovell, Lupton (en) et bien sûr Wolfe.
La bête d'Enfield (en), une créature imaginaire avec la tête combinée d'un renard, les serres avant d'un aigle et les pattes et la queue d'un loup, apparaît comme le cimier de la famille irlandaise de Kelly et est également utilisée dans le manteau et en tant que support de l'ancien Enfield Borough Council et de son successeur le Borough londonien d'Enfield (Angleterre).
Les loups figurent très couramment dans l'héraldique espagnole, où ils sont souvent représentés comme des loups portant des corps d'agneaux dans leur bouche ou sur leur dos. Lorsqu'ils sont dans une telle pose, les loups, au même titre que d'autres prédateurs, sont qualifiés de ravissants.
Les loups sont également courants dans l'héraldique allemande. La ville de Passau (Bavière) porte un loup rampant de gueules sur champ d'argent. En Saxe, la famille von Wolfersdorf porte un loup sautant de sable sur champ d'or . Les comtes von Brandenstein-Zeppelin porte Un loup de sinple saisissant un cygne d'argent dans ses mâchoires sur leur écu d'or et en cimier.
Le lieutenant de louveterie peut soutenir ses armes de deux rencontres de loup.

## Exemples de loups en héraldique

Famille de Ficquelmont : D'or à trois pals alésés, abaissés et fichés de gueules, surmontés d'un loup passant de sable.
Marckolsheim : D'argent au loup courant de sable
Famille Du Bosc de la Villeméno : D'argent au loup passant de sable, armé et lampassé de gueules
Blois : à senestre par un loup aussi de sable armé et allumé aussi de gueules
Les Moutiers-Hubert : parti de gueules et d'or, au loup de sable hurlant, contourné et brochant
Saint-Mard-de-Vaux : Coupé: au 2e de sable au loup arrêté hurlant d'argent.
Bromeilles : Parti, au premier gironné d'argent et de gueules, au second de sable au loup ravissant d'argent.
Le blason de la commune de Wülflingen comprend un loup sejant.
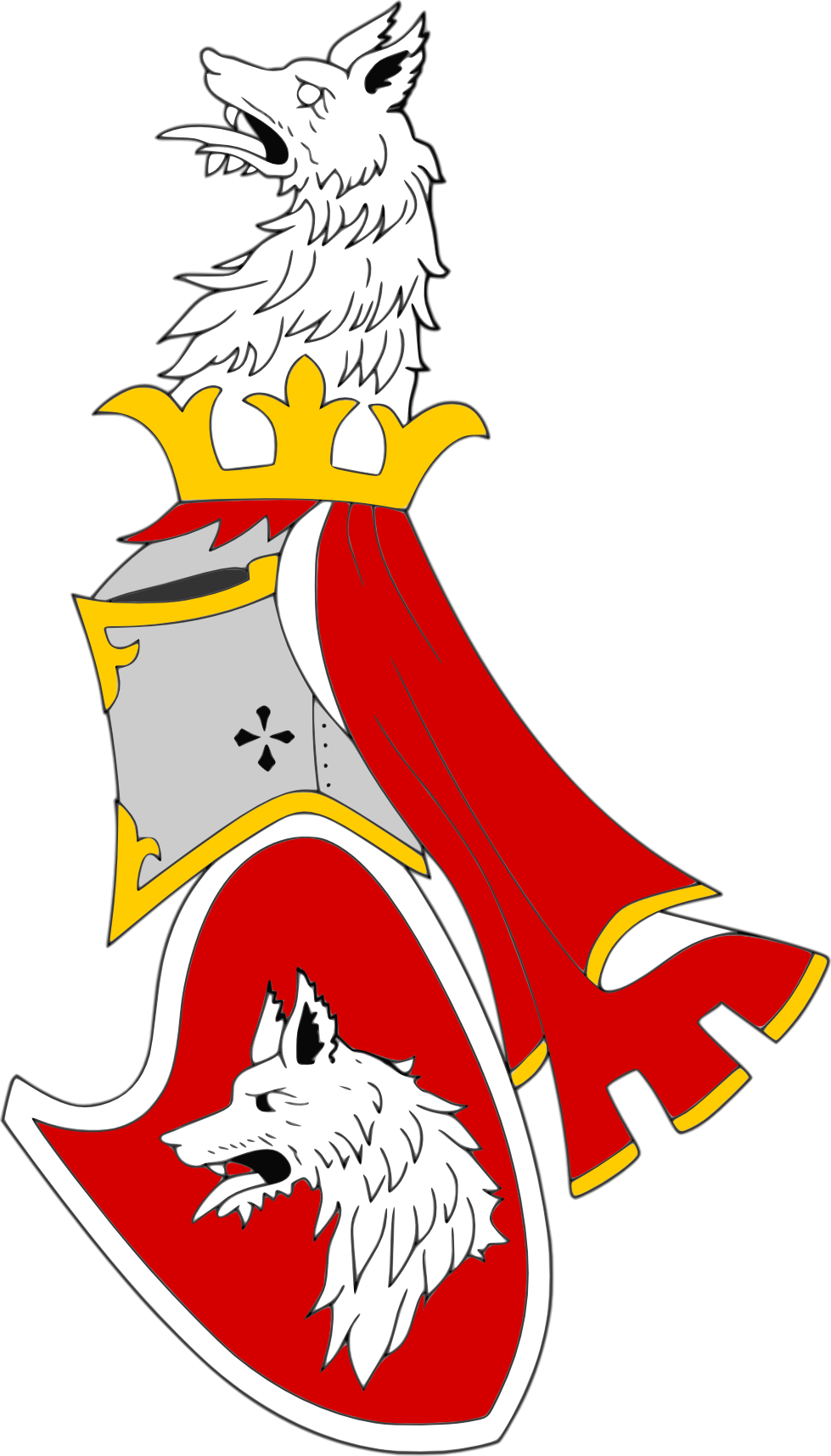
Sigil de la maison noble Balšić.
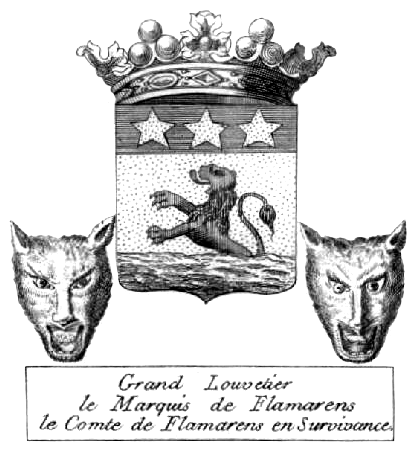
Blason du grand louvetier de France, le Marquis de Flamarens, le comte de Flamarens en survivance..